# Терскол (водопад)
Терскол (карач.-балк. Терс къол) — водопад в одноимённом ущелье, находящийся в Эльбрусском районе на территории Кабардино-Балкарии, Россия.

## Описание
Вертикальная часть водопада представляет собой правильную прямоугольную форму, высотой 20 и шириной 12 метров. Рододендроны одно из сокровищ национального парка Приэльбрусье, они украшают один из берегов водопада своим цветением в начале лета.
Проложен пеший маршрут к водопаду из поселка Терскол по одноименному ущелью, время прохождения 5-6 часов, перепад высот на маршруте 600 метров, сезонность май-октябрь.